# Honey Ltd.
Honey Ltd. waren eine US-amerikanische Girlgroup der 1960er Jahre, die von Lee Hazlewood für seine Plattenfirma LHI Records produziert wurde.

## Biografie
Die Gruppe bestand aus den Schwestern Joan und Alexandra Sliwin und den Freundinnen Marsha Jo Temmer und Laura Polkinghorne. Die vier jungen Frauen lernten sich an der Wayne State University in Detroit kennen und gründeten 1967 eine Gruppe namens The Mama Cats. Sie traten zusammen mit Bob Seger, Glenn Frey und Suzi Quatro bei lokalen Veranstaltungen auf, wo sie hauptsächlich Motown-Songs sangen.
1968 zog die Gruppe nach Los Angeles, wo sie erfolgreich für den Produzenten und Songwriter Lee Hazlewood vorsangen, der vor allem für seine Arbeit mit Nancy Sinatra bekannt war. Hazlewood suchte Künstler für sein im Vorjahr gegründetes Label LHI Records (Lee Hazlewood Industries), wo bereits Künstler wie Sanford Clark, Ann-Margret oder die International Submarine Band Platten veröffentlichten. Hazlewood nahm die Gruppe unter dem neuen Namen Honey Ltd. unter Vertrag.
1968 erschien das gleichnamige Album sowie ein Cover von Laura Nyros Eli's Coming, was aber von einer rivalisierenden Version von Three Dog Night überschattet wurde. Eine weitere Single war eine Neuauflage des Rhythm-and-Blues-Songs Louie Louie von Richard Berry. Die Aufnahmen wurden von Hazlewood produziert und mit der Wrecking Crew eingespielt.
Um ihre Platten zu promoten, traten Honey Ltd. in amerikanischen Fernsehsendungen wie The Ed Sullivan Show, The Joey Bishop Show, Kraft Music Hall, The Jerry Lewis Show, The Andy Williams Show, Operation: Entertainment, Toast of the Town und The Bob Hope Christmas Special: Around the World with the USO auf.
Alexandra Sliwin verließ die Band 1970, nachdem sie J. D. Souther geheiratet hatte. Die Gruppe machte als Trio unter dem Namen Eve weiter und brachte 1970 ein zweites Album heraus, Take It and Smile. Danach lief der Vertrag bei LHI aus.
Laura Polkinghorne (später Creamer) machte als Backgroundsängerin, Songwriterin und Arrangeurin weiter und arbeitete unter anderem mit Billy Joel, Van Morrison und Eric Clapton. 2002 veröffentlichte sie ein Soloalbum, West of Detroit. Marsha Temmer (später Darigan) wurde Studiomusikerin und trug einen Song zum Soundtrack des Films Angel III: The Final Chapter (1989) bei.
Joan, Marsha und die geschiedene Alexandra gründeten mit zwei ehemaligen Mitgliedern von The Association, Jules Alexander und Russ Giguere, eine kurzlebige Gruppe namens Bijou.

## Diskografie

### Studioalben
- 1968: Honey Ltd. (LHI 12002)
- 1970: Take It and Smile (LHI 3100) – als Eve

### Singles
- 1967: "Miss You" / "My Boy" (Hideout Records H-1225) – als The Mama Cats
- 1968: "Louie Louie (With Intro)" / "Louie Louie (Without Intro)" (LHI 1216)
- 1968: "Come Down" / "Tomorrow Your Heart" (LHI 1208)
- 1969: "Eli's Coming" / "Silk 'N Honey" (LHI-3)
- 1969: "Silver Threads and Golden Needles" / "No You Are" (LHI-12)
- 1970: "Anyone Who Had a Heart (Short Version)" / "Anyone Who Had a Heart (Long Version)" (LHI-25) – als Eve
- 1970: "You Go Your Way" / "Take It and Smile" (Bell Records 914) – als Eve

### Compilations
- 2013: The Complete LHI Recordings (Light in the Attic Records LITA 102)